# Baby Jake

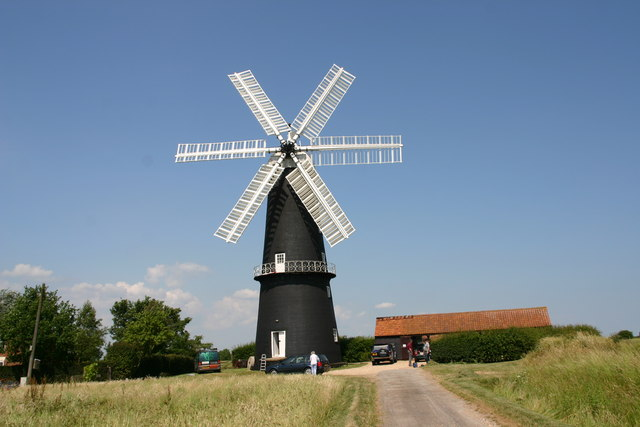
El molino Sibsey Trader fue el lugar de rodaje de la serie

Baby Jake es un programa televisivo infantil británico emitido por primera vez el 4 de julio de 2011 a través de CBeebies y cuya serie consta de dos temporadas con 52 episodios en total. El último programa se emitió el 17 de diciembre de 2012.
El argumento sigue las andanzas de Jake, un bebé de nueve meses y el más joven de entre diez niños que residen en un molino con sus padres. En cada episodio, Jake se encuentra con un variopinto número de personajes.

## Producción
El programa está narrado por un niño de 5 años, lo cual según el diario The Guardian supone "un riesgo" puesto que algunos programas similares son narrados por un adulto. Tanto el narrador como Jake son interpretados por Franco y Adamo Bertacchi-Morroni.
La producción costó 1,85 millones de libras esterlinas y fue coproducida por Irish Film Board y CBeebies. and CBeebies.
La productora principal: Darrall Macqueen Ltd, creadores de la serie se encargaron de los elementos animados mediante el programa JAM Media.